# Arunte Tarquinio
Arunte Tarquinio (fl. VI secolo a.C.) è stato un nobile romano, fratello di Tarquinio il Superbo, settimo re di Roma.

## Biografia
Fratello del futuro re di Roma, fu destinato a sposare Tullia Minore, da Servio Tullio, sesto re di Roma.
(Tito Livio, Ab Urbe condita libri, I, 46.)
Fu ucciso dalla moglie, che dopo fu libera di sposarsi con il fratello Tarquinio il Superbo.